# 비달 사순
비달 사순(Vidal Sassoon, 1928년 1월 17일 ~ 2012년 5월 9일)은 영국의 헤어디자이너이자 기업인이다. 1960년대에 보브 컷(Bob cut)을 기반으로 한 새로운 스타일을 창안해 인기를 끌었다. 2010년 그의 일생을 다룬 다큐멘터리 《Vidal Sassoon: The Movie》가 발표되기도 하였다.

## 성장 과정
런던 해머스미스에서 2형제 중 동생으로 태어났다. 부모는 스파라드 유대인으로, 아버지는 그리스 테살로니키 출신이며 어머니는 우크라이나 키이우 출신의 스페인 이민자였다. 아버지는 비달이 3살 때 집을 나갔고, 어머니는 홀로 아들들을 키울 형편이 되지 못해 7년간 유대계 고아원에 맡겼다. 어머니의 면회는 한달에 한번 밖에 허용되지 않았고, 함께 외출할 수도 없었다.
사순은 이후 지역의 기독교 학교에 입학했으나, 제2차 세계 대전이 일어남에 따라 윌트셔주의 홀트(Holt, Wiltshire)로 피난했다. 사순은 곧 런던으로 돌아왔지만, 14세에 학교를 중퇴하였다. 런던에서 사순은 장인(匠人)의 도움을 받아 이발소의 도제로 일하다가, 17세에 민병 조직 '43 그룹(43 Group)'에 가입했다. 43 그룹은 유대인 재향 군인에 의해 런던 동부에 조직된 반(反)파시즘 조직이었는데, 사순은 이 곳에서 가장 젊은 일원이었다. 1948년 사순은 이스라엘 방위군에 입영하여 제1차 중동 전쟁에 참전했다.

## 경력
1963년 사순은 고전적인 보브 컷을 바탕으로 하는 새로운 헤어스타일을 발표했다. 1982년 사순은 예루살렘 히브리 대학교에서 반유대주의 연구를 위한 비달 사순 반유대주의 국제 연구소(Vidal Sassoon International Center for the Study of Antisemitism, SICSA)를 설립했다.

## 브랜드와 법적 공방
사순은 1980년대 초반까지 자신의 이름을 딴 상품을 이발 제품 회사에 판매하고 있었으며, 세계적인 생활 용품 업체인 프록터 앤드 갬블(P&G)에서는 사순의 이름을 린스를 판매하였다. 2003년 사순은 미국 연방 대법원에 P&G사에 대한 소송을 제기했다. 내용은 'P&G는 회사의 다른 브랜드인 팬틴 등을 우선시하고, 비달 사순 브랜드를 소홀히 하여 자신의 이름을 더럽히고 있다.'는 것이다. 이후 양측은 심리의 개시를 기다리지 않고 합의를 했다.

## 사생활
사순은 1956년 일레인 우드(Elaine Wood)와 결혼했으나 2년 만에 자녀 없이 이혼했다. 1967년에 비벌리 애덤스(Beverly Adams)와 재혼해서는 양자 데이비드를 포함해 2남 2녀를 두었으며, 1980년대까지 미국에 거주했다. 사순은 1980년에 비벌리 애덤스와 이혼하고 1983년 지닛 하트퍼드데이비스(Jeanette Hartford-Davis)와 세 번째 결혼을 했으나 곧 파경을 맞았다. 후에 1992년 로니 홀브룩(Rhonda "Ronnie" Holbrook)과 네 번째 결혼을 하였고, 사순은 사망할 때까지 그녀와 관계를 유지했다.
자녀 중 장녀 캐티어 사순이 배우로 활동했고, 그녀는 2002년에 약물 과다복용으로 향년 33세에 세상을 떠났다.
2012년 5월 9일 미국 로스앤젤레스 멀홀랜드 드라이브의 자택에서 지병인 백혈병과 노환으로 별세했다. 향년 84세

## 서훈
- 2009년 대영 제국 훈장 3등급(CBE) 수훈[5]